# Phialocephala compacta
Phialocephala compacta är en svampart som beskrevs av Kowalski & Kehr 1995. Phialocephala compacta ingår i släktet Phialocephala och familjen Vibrisseaceae.   Inga underarter finns listade i Catalogue of Life.